# Балканская площадь
Балка́нская площадь — площадь в Санкт-Петербурге, примыкающая с востока к железнодорожной станции «Купчино». С востока Балканскую площадь ограничивает Волковский канал. От Балканской площади в восточном направлении начинается улица Ярослава Гашека.

## Название
Площадь получила свое название 2 ноября 1973 года по Балканскому полуострову, на котором расположен ряд социалистических стран. Это название стало продолжением топонимической традиции, по которой в названиях улиц исторического района Купчино преобладает балканская тематика стран Восточного блока: Белградская улица, Будапештская улица, Малая Балканская улица, Софийская улица, Загребский бульвар, Шипкинский переулок, Бухарестская улица и др.

## Транспортный узел
Площадь представляет собой крупный транспортный узел. Здесь находятся станция метро «Купчино», железнодорожная станция Купчино, конечные остановки автобусов, трамваев и троллейбусов, идущих в различные части города: к Смольному и Московскому вокзалу (автобусы № 54 и 74), в Обухово (автобусы № 96), на Правый берег (№ 288),  в Лигово (№ 246),  к станции метро «Проспект Славы» (автобус № 54, 56, 282 и 288), к станции метро «Ломоносовская» (автобус № 56, 157 и 253), к станции метро «Электросила», к станции метро «Лиговский проспект» и к станции метро «Волковская» (автобусы № 54 и 74; трамвай № 25) (автобусы № 50, 159 и 225; троллейбус № 39, трамвай № 43), к Московским воротам (автобус № 50, 225), к Московскому парку Победы (автобус № 50; трамвай № 45), к Малой Балканской улице (автобусы № 50, 54, 56, 74, 96, 157 и 159; трамвай № 62; троллейбус № 47), в Троицкое поле (автобус № 53), в Колпино (автобус № 326). На площади расположена отстойно-разворотная площадка СПб ГКУ «Организатор перевозок».
Подземный переход соединяет Балканскую площадь с Витебским проспектом, где имеется остановка автобусов, отправляющихся в Пушкин (№ 186, 342, 521 (через Павловск и до Поги)), Колпино (№ 196), Коммунар (№ К 363, К545), Шушары и Тосно (№ 610), Ульяновка (Саблино) (№610А), Никольское (№688), Красный бор (№688п), Сосновый бор (№403), Шушары (№  197, 190, 388, К 190(нелегальный маршрут), К202(нелегальный маршрут), К418 (нелегальный маршрут)).

## Торговые центры
На Балканской площади расположены многочисленные торгово-развлекательные центры:

### Торгово-развлекательный комплекс «Балканский»
Торговый центр «Балканский» (д. 5). Открыт 12 апреля 1994 года. К настоящему времени[когда?] состоит из 5 взаимосвязанных на уровне 2 этажей переходов:
- «Пассаж на Балканской» (корпус В). Старейший 2-этажный корпус. Реконструирован в 2004 году. Содержит магазин косметики «Рив Гош», цветочный магазин.
- «Кронверк» (корпус О): кинотеатр «Формула Кино», магазин «Перекресток».
- «Балканы» (корпус Д). Открыт в сентябре 2006 года. Содержит книжный магазин «Буквоед»[4], магазин «Дети», офисный центр.
- «Астра» (корпус Я)[5]. Открыт в 2008 году. На первом этаже имеется магазин женской обуви «Felicita», магазины «Ив Роше», «Mama mia», «Monarch», «Макситайм», «Сохо», «Тото», кафе-кондитерская «LaPetra» и пышечная.
- «Пирамида» (корпус Е): На месте одноэтажного корпуса 23 декабря 2003 года был открыт новый. В нём находятся магазины «Компьютерный мир», «Intersport», кафе «Адамс».

### «Балкания Nova»
«Балкания Nova». Первая очередь комплекса открылась в декабре 2006 года, вторая — в 2012 году. На первом этаже имеется кафе «Шоколадница», магазин подарков «Красный куб», универсам «Домовой», на втором — супермаркет бытовой техники «М.видео», магазины обуви и одежды («BeFree», «Savage»). На третьем — детский магазин «Лукоморье».

## Достопримечательности
11 апреля 2003 года на площади установлен памятник бравому солдату Швейку.